# Piero Rolla
Piero Carlo Rolla, noto come Piero Rolla (Legnano, 24 febbraio 1938), è un paroliere, compositore e cantautore italiano.
La sua canzone più nota è Il mare nel cassetto, portata al successo da Milva.

## Biografia
Dopo aver conseguito la maturità classica, inizia a comporre testi e musiche (ha imparato a suonare da autodidatta la chitarra e il vibrafono).
Inizia ad esibirsi in alcuni locali, ed entra in contatto con il mondo discografico milanese: con Eligio La Valle e Fernando Lattuada, che compongono la musica, scrive il testo di Il mare nel cassetto, che Milva e Gino Latilla presentano al Festival di Sanremo 1961 con successo, arrivando fino al terzo posto.
A livello di vendite quella di maggior successo è la versione di Milva; anni dopo, nel 1981, Franco Battiato citerà Il mare nel cassetto nel suo successo Cuccurucuù, contenuto nell'album La voce del padrone (insieme ad altre canzoni come Le mille bolle blu e Il mondo è grigio, il mondo è blu).
Nello stesso anno Piero Rolla è ospite come cantante fuori gara alla Sei giorni della canzone 1961, e presenta una sua versione di Il mare nel cassetto ed un'altra canzone, Credevo, interamente di sua composizione, incisa l'anno successivo dopo un contratto discografico con la Fox.
Passa poi alla Surf, con cui incide altri dischi.
Nel 1965 partecipa a Un disco per l'estate come paroliere di La lalala, su musica di Umberto Zappa, presentata da Noris De Stefani.
Partecipa come autore l'anno successivo allo Zecchino d'Oro scrivendo "Extramusicale-giromagitondo".
Negli anni successivi continua l'attività.

## Discografia

### Singoli
- 1961 – Credevo/Il mare nel cassetto (Carosello, Cl 20022)
- 1962 – Un'anima leggera/Credevo (Fox, N.A F 15033)
- 1962 – Una speranza di bene/...e sogno (Fox, N.A F 15034)
- 1964 – La notte ha/Parole (Surf, EA 1002)